# Град

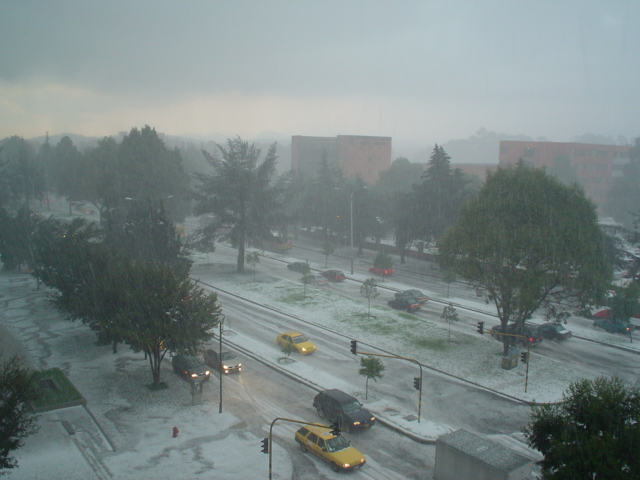
Град в Боготе, Колумбия

Град — вид ливневых осадков в виде частиц льда преимущественно округлой формы (градин).

## Описание

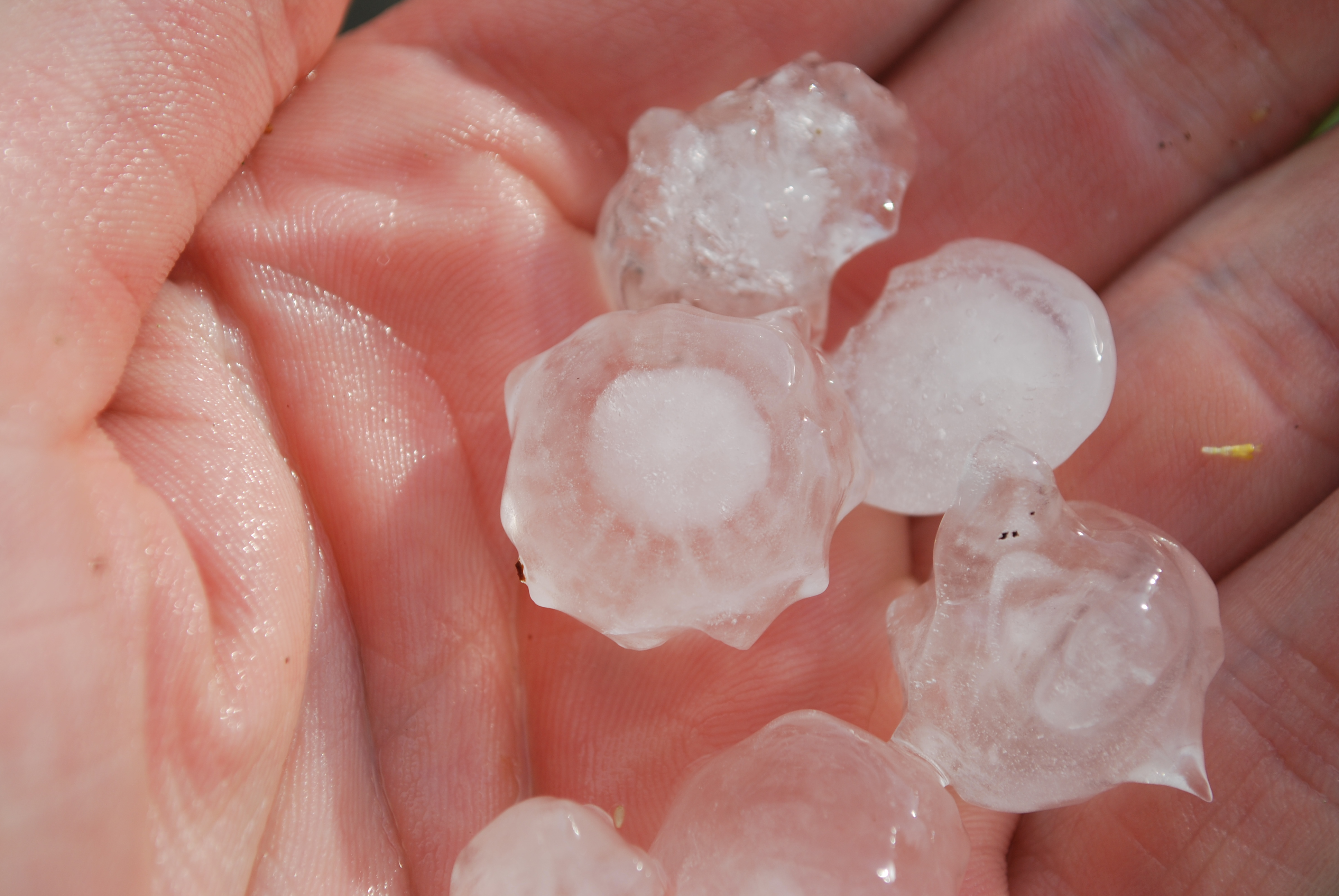
Внутренняя структура градины

Вид, строение и размеры градин отличаются крайним разнообразием. Град является частицами льда шарообразной или неправильной формы (градин) размером от миллиметра до нескольких сантиметров. Встречаются градины размером 130 мм и массой около 1 кг. Градины состоят из слоёв прозрачного льда толщиной не менее 1 мм, чередующихся с полупрозрачными слоями.
В метеорологии град отличают от снежной крупы — ледяных непрозрачных крупинок белого цвета, размером от 2 до 5 мм, хрупких и легко размельчающихся. Также известны такие атмосферные осадки, как ледяной дождь, который не стоит путать с градом.
Град выпадает, как правило, в тёплое время года из мощных кучево-дождевых облаков, сильно развитых вверх, обычно при ливнях и грозах. Слой выпавшего града иногда составляет несколько сантиметров. Продолжительность выпадения: от нескольких минут до получаса, чаще всего 5—10 мин, и очень редко — около 1 часа и более. Град выпадает большей частью в летнее время и днём. Град ночью — явление весьма редкое.

## Вариации форм градин

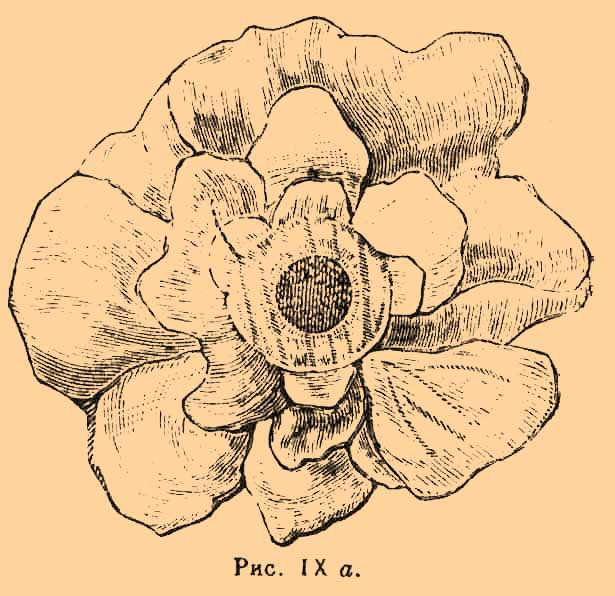
Градина в форме цветка

Одна из наиболее обыкновенных форм — коническая или пирамидальная с острыми или слегка усечёнными верхушками и закруглённым основанием; верхняя часть таких градин обыкновенно бывает более мягкая, матовая, как бы снежная; средняя — полупрозрачная, состоящая из концентрических, чередующихся между собою прозрачных и непрозрачных слоёв; нижняя, самая широкая — прозрачная (наблюдения Киевской метеорологической обсерватории, апрель 1892 года, «Изв. унив. св. Влад».). Не менее часто встречается шарообразная форма, состоящая из внутреннего снежного ядра (иногда, хотя и реже, центральная часть состоит из прозрачного льда), окружённого одной или несколькими прозрачными оболочками. Встречаются также градины сфероидальные, с углублениями у концов малой оси, с разнообразными выступами, иногда кристаллическими, как это наблюдали: Абих на Кавказе (ледяные шары с большими наросшими на них скаленоэдрами, «Записки кавк. отд. Р. Г. общ.», 1873), Бланфорд в Ост-Индии («Proceedings of the Asiatic Soc.», июнь 1880), Лангер около Пешта («Met. Zeitschr.» 1888, стр. 40) и другие. Иногда вид градин бывает весьма сложный; например, он может напоминать цветок со многими лепестками. Подобная форма представлена на рисунке справа. Бывают, наконец, формы крайне простые — параллелепипедные, пластинчатые и прочие.

## История метеорологических наблюдений за градом

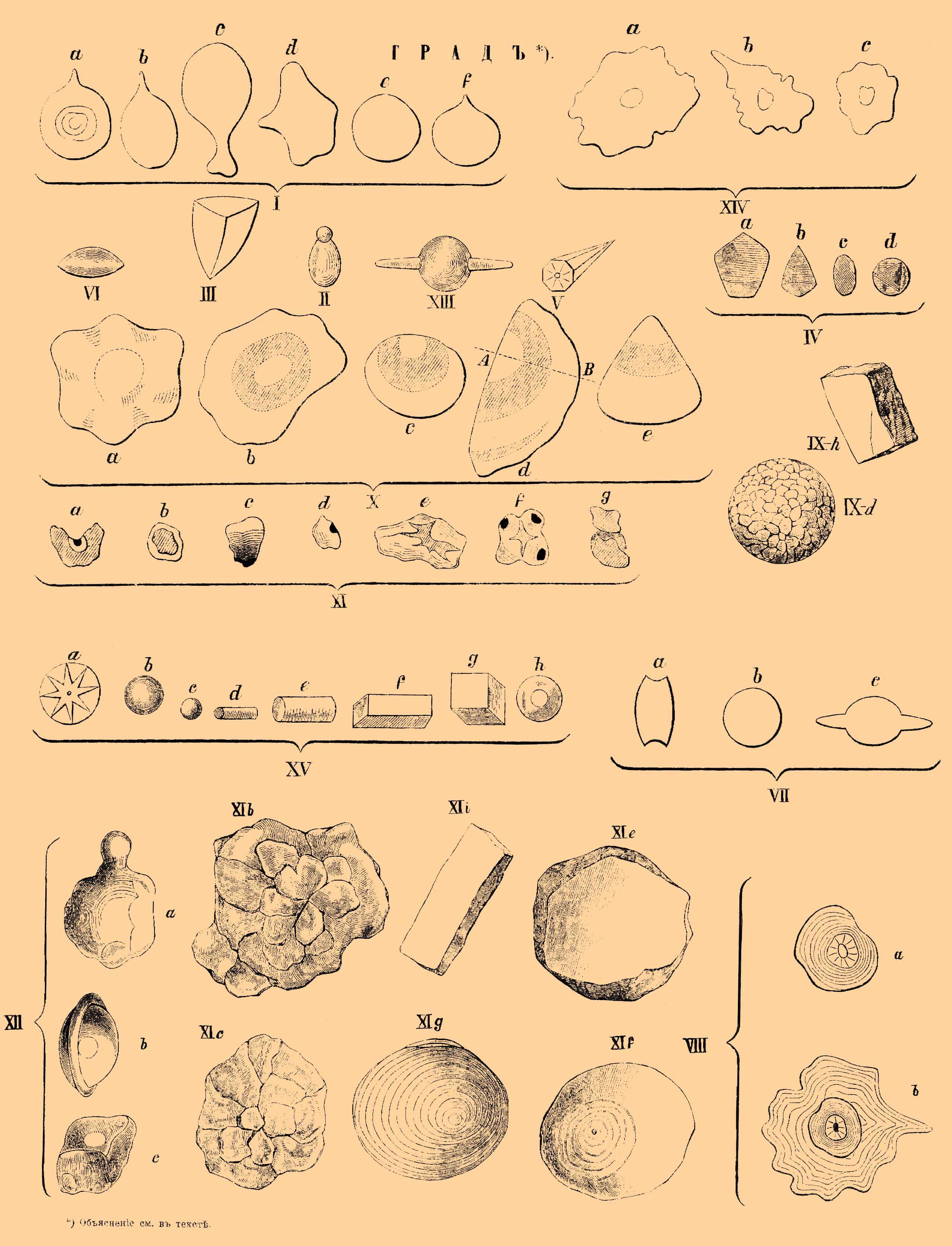
Размеры и формы наблюдавшихся градин

Весьма разнообразные и любопытные формы и цвета градин были описаны в российском журнале «Метеорологическое обозрение» профессором А. В. Клоссовским («Труды метеор. сети ЮЗ России» 1889, 1890, 1891). Они представлены в таблице в натуральную величину. Более затушёванные места соответствуют менее прозрачным частям градин. Градины выпали в юго-западной России: фиг. I — в Черниговской губ. в 1876 г.; фиг. II — в Херсонской губ. в том же году; фиг. III, V, VI, VII, VIII, IX [ В таблице «Град» группа шести градин (в нижней половине табл.) ошибочно обозначена римскою цифрою XI, вместо неё должна быть IX ], X, XI — в Херсонской губ. в 1887 г.; фиг. IV — в Таврической губ. в 1887 г.; фиг. XII — в Подольской губ.; фиг. XIII — в Таврической губ. в 1889 г.; фиг. XV — в Минской губ. в 1880 г.; фиг. XVI — в Одессе в 1881 г. Особенно замечательны формы, изображённые на фиг. IX (а, b, с, d, e, f, g, h, i) [1], выпавшие в Херсонской губ., в дер. Зеленовке Елизаветградского у., 19 авг. 1887 г., в день полного солнечного затмения, приблизительно через час по окончании затмения, при сильном SW вихре (рис. в тексте); середина состоит из тёмно-синего льда с углублением; вокруг как бы фаянсовый белый кружок, местами грязноватый, по-видимому, с пылью; за ним следуют ледяные лепестки, из которых два внутренние ряда цвета белого фаянса, последний ряд цвета обыкновенного льда. Подобную же форму имеют и градины, изображённые на фигурах IX b и с. Фиг. IX d — шарообразная форма, прозрачная с белыми тонкими полосками на поверхности. Фиг. IX е — плоская, немного вогнутая, белого цвета. Фиг. IX h и и — параллелепипедальная, прозрачная, или же молочного цвета, или цвета белого фаянса.
Химический анализ воды, собранной от этих градин, показал, что в них были органические вещества, а также глинистые частицы и зёрна кварца. Подобные посторонние включения — не редкость в градинах. Всего чаще они находятся в центральной части градин и представляют собой или песчинку, или частицу пепла, или органическое тело, а иногда и метеорную пыль. Иногда пыль, заключающаяся внутри градин, бывает красная, что сообщает градинам красноватый оттенок.
Наиболее распространённые размеры града — от горошины до голубиного яйца, но бывают и больше, как это видно, например, из чертежей таблицы, представляющих градины в натуральную величину. 11 августа 1846 года в Лифляндской губ. выпал град величиной в кулак (К. Веселовский. «О климате России», 1857). В 1863 году выпавший на острове Зеландии град был так велик, что пробил крыши домов и даже потолки. Вес одной проникшей в дом градины оказался 15 фунтов. В 1850 году на Кавказе выпали градины в 25 фунтов весом (Веселовский, «О климате России» стр. 363). В Земле Войска Донского однажды выпали глыбы льда в два аршина в окружности. О граде ещё большей величины см. ст. проф. Шведова: «Что такое град» («Журн. русского физико-химич. общества» 1881). В каком большом количестве иногда выпадает град, видно из письма миссионера Берлина (Berlyn) из западной Монголии («Ciel et Terre», т. X). В 1889 году, по его словам, здесь выпал град, в течение четверти часа покрывший землю слоем в три фута толщиною; после града пошёл ливень, который автор письма называет дилювиальным. Температура града бывает большею частью 0°, но иногда −2, −4, −9°. По Буссенго, температура града, выпавшего в 1875 году в департаменте Луары, была −13° при +26° в воздухе («Compt. Rend.» T. LXXXIX).

## Примечательные факты
Случается, что с градом выпадают предметы, поднятые сильным восходящим воздушным потоком, например, камни, куски дерева и прочее. Так, 4 июня 1883 года в Вестмонланде (Швеция) вместе с градом упали камни величиною с орех, состоящие из горных пород Скандинавского полуострова (Nordenskjold, изд. Vetenskaps Akademien 1884, № 6); в Боснии в июле 1892 г. выпало вместе с дождём и градом множество мелких рыбок из породы уклеек («Метеорологический вестник» 1892, стр. 488). Явление града сопровождается особым характерным шумом от ударения градин, напоминающим шум, происходящий от высыпания орехов.

## Географическое распределение
Распределение града на земле зависит от широты, но главным образом от местных условий. В тропических странах град — явление весьма редкое, причём он там падает почти только на высоких плоскогорьях и горах. Так, в Кумане, на берегу Антильского моря, град — явление невиданное, а недалеко отсюда, в Каракасе, на высоте около ста метров, он хотя и бывает, но не более одного раза в четыре года. Некоторые низменности тропических стран, впрочем, представляют исключения. Сюда относится, например, Сенегал, в котором град идёт ежегодно, притом в таком количестве, что покрывает почву слоем в несколько сантиметров (Raffenel, Nouveau voyage au pays des nègres, 1856).
В полярных странах град — явление тоже весьма редкое. Гораздо чаще он бывает в умеренных широтах. Здесь его распределение обусловливается расстоянием от моря, видом поверхности суши и прочими факторами. Над морем град бывает реже, чем над сушей, потому что для образования его необходимы восходящие потоки воздуха, которые над сушею бывают чаще и сильнее, чем над морем. На суше вблизи берега он бывает чаще, чем вдали от него; так, в среднем выводе, во Франции ежегодно бывает до 10 и даже более раз, в Германии 5, в Европейской России 2, в Западной Сибири 1. В низменностях умеренных стран град встречается чаще, чем на горах, притом над низменностями неровными чаще, чем над ровными; так, около Варшавы, где местность ровная, он реже, чем в местах, более близких к Карпатам; в долинах он бывает чаще, чем на горных склонах. О влиянии леса на выпадение града см. Градобитие. О влиянии местных условий на распределение града см.: Абих, «Записки кавказского отдела Русского Географического общества» (1873); Lespiault, Etude sur les orages dans le depart. de la Gironde (1881); Riniker, Die Hagelschläge etc. im Canton Aargau (Берлин, 1881). Град выпадает узкими и длинными полосами. Град, выпавший во Франции 13 июля 1788 года, прошёл двумя полосами с юго-запада на северо-восток: одна из полос имела ширину 16 вёрст, длину 730, другая — ширину 8, длину 820 в.; между ними была полоса шириною около 20 километров, где града не было совсем. Этот град при этом сопровождался грозою и распространялся со скоростью 70 километров в час.

## Образование града и сопутствующие явления

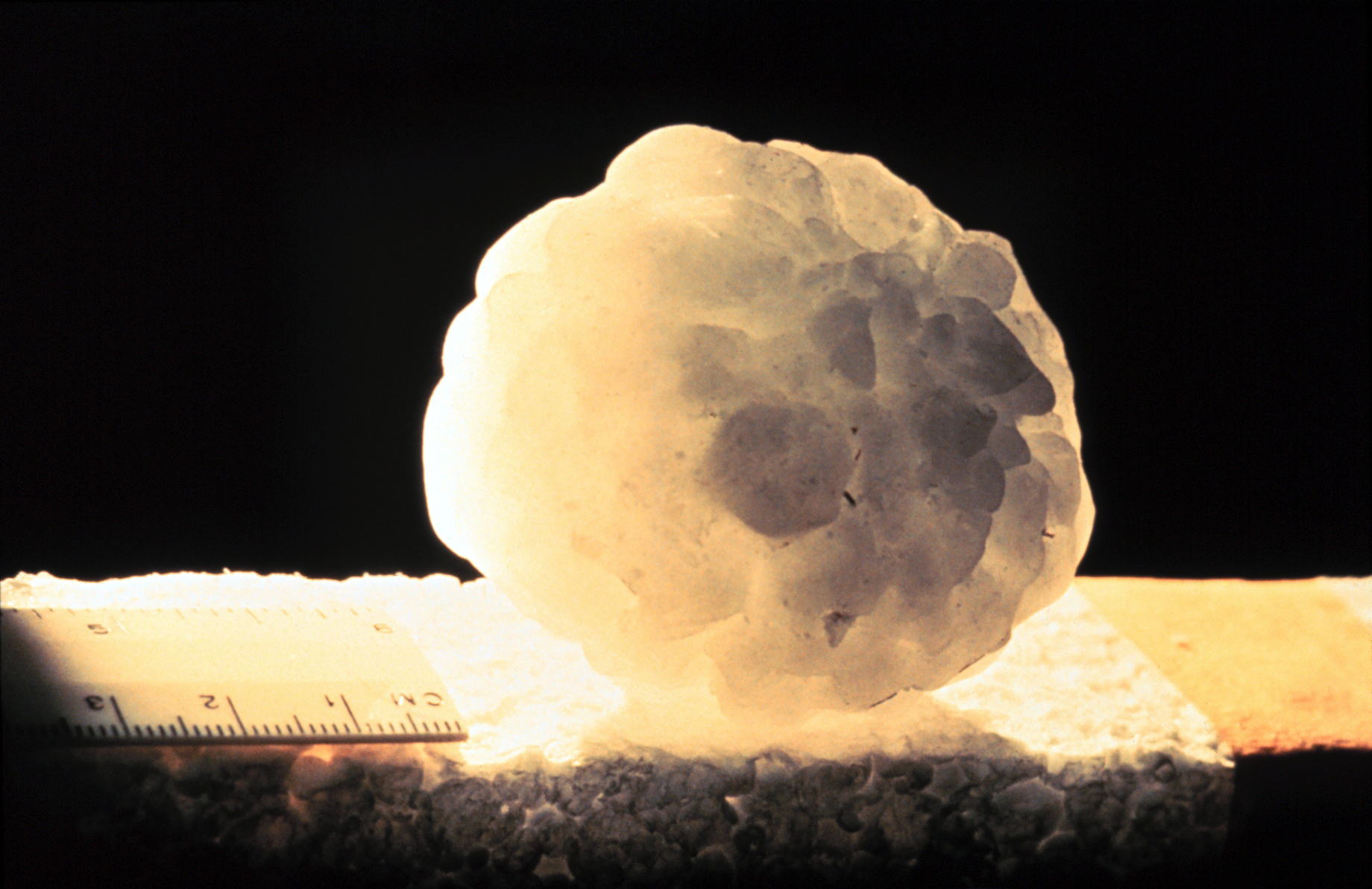
Градина диаметром около 60 мм

Зародыши градин образуются в переохлаждённом облаке за счёт случайного замерзания отдельных капель. В дальнейшем такие зародыши могут вырасти до значительных размеров благодаря замерзанию сталкивающихся с ними переохлаждённых капель, а также смерзанию градин между собой. Крупные градины могут появиться только при наличии в облаках сильных восходящих потоков, способных длительное время удерживать их от выпадения на землю.
Град сопровождается обыкновенно (некоторые полагают, что даже всегда) грозой и бывает в небольших грозовых вихрях (смерчах, торнадо) с сильным восходящим течением воздуха, возникающих и движущихся в обыкновенных циклонах. Вообще смерч, торнадо и град — явления весьма тесно связанные между собой и с циклонической деятельностью. Град почти всегда выпадает перед ливнем или одновременно с ним и почти никогда после него. Градовые вихри иногда бывают необыкновенно сильны. Облака, из которых выпадает град, характеризуются тёмно-серым пепельным цветом и белыми, как бы изодранными, верхушками. Каждое облако состоит из нескольких нагромождённых друг на друга облаков: нижнее находится обыкновенно на небольшой высоте над землёй, верхнее же на высоте 5, 6 и даже более километров над земной поверхностью. Иногда нижнее облако вытягивается в виде воронки, как это свойственно явлению смерчей.

## Наносимый вред и борьба с градом
Градобой может нанести серьёзный ущерб человеку и его имуществу: при крупном граде сильно повреждается кровля, также машины, выбиваются стёкла, гибнут животные и урожай.
Град наносит большой ущерб сельскому хозяйству, бьёт посевы и виноградники. Борьба с градом основана на введении в градоопасное облако специального реагента (обычно иодистого свинца или иодистого серебра), способствующего замораживанию переохлаждённых капель. Реагент вводится с помощью ракет или снарядов в переохлаждённую часть облака. В результате появляется огромное количество искусственных центров кристаллизации, на которых начинается рост ледяных кристаллов, и переохлаждённая вода в облаках, служащая основным сырьём для роста градин, перераспределяется на значительно большее их число. Поэтому градины получаются меньших размеров и успевают полностью или в значительной степени растаять в тёплых слоях воздуха ещё до выпадения на землю (см. Активное воздействие на гидрометеорологические процессы).

## Исторические сведения
Ещё в древние времена (как минимум, в средние века) люди заметили, что громкий звук предотвращает появление града или вызывает появление градин меньших размеров. Поэтому для спасения посевов звонили в колокола и/или стреляли из пушек. Но остаётся загадкой, почему аналогичный эффект не вызывает звук грома от грозовых разрядов, в большинстве случаев сопровождающих выпадение града.